# Dym (film)
Dym (ang. Smoke) – amerykański komediodramat z 1995 roku w reżyserii Wayne’a Wanga, zrealizowany według scenariusza Paula Austera.
Jerzy Szyłak nazwał ten film „opowieścią o opowieści, która sama siebie bierze w cudzysłów. Wszystko tu jest literackie: bohaterowie snują opowieści, niejednokrotnie kłamiąc”. Oprócz Dymu Wang i Auster wspólnie nakręcili także Brooklyn Boogie. Paul Benjamin to pseudonim używany przez Austera.

## Obsada
- Harvey Keitel – Auggie Wren
- William Hurt – Paul Benjamin
- Harold Perrineau Jr. – Rashid/Thomas Cole
- Ashley Judd – Felicity
- Stockard Channing – Ruby McNutt
- Forest Whitaker – Cyrus Cole
- Giancarlo Esposito – Tommy
- Jared Harris – Jimmy Rose

## Opis fabuły
Auggie (Keitel) jest właścicielem brooklyńskiej trafiki. Od kilkunastu lat codziennie robi jedno zdjęcie ulicy przed swoim sklepem. Wśród jego stałych klientów znajduje się, pozostający w depresji po tragicznej śmierci ciężarnej żony, pisarz Paul Benjamin. Jego życie odmieni dopiero spotkanie z Rashidem, czarnoskórym chłopcem szukającym dawno niewidzianego ojca. W tym czasie Auggie'go o pomoc w odszukaniu córki prosi była kochanka.

## Lokalizacja
Filmowa trafika mieściła się na Brooklynie, na rogu Ulicy Szesnastej i Prospect Park West.